# New Zealand State Highway 20
Der New Zealand State Highway 20 (auch State Highway 20 oder in Kurzform SH 20) ist eine Fernstraße von nationalem Rang im Norden der Nordinsel von Neuseeland.

## Strecke
Der SH 20 führt durch den Südwesten von Auckland. Er beginnt im Süden von Papatoetoe am New Zealand State Highway 1 und führt in nordwestlicher Richtung durch Māngere. Anschließend führt er über die Māngere Bridge, die das Māngere Inlet im Osten vom Manukau Harbour trennt. Danach führt er durch Mount Roskill und endet nach dem Waterview Tunnel am New Zealand State Highway 16.